# STS-135
إس تي إس-135 (بالإنجليزية: STS-135)‏ الرحلة الخامسة والثلاثون بعد المائة والأخيرة، ضمن برنامج مكوك الفضاء لوكالة ناسا، والرحلة الثالثة والثلاثون والأخيرة لمكوك الفضاء أتلانتيس، انطلقت الرحلة في 8 يوليو سنة 2011 من مركز كينيدي للفضاء ، وهبطت بتاريخ 21 يوليو في مركز كينيدي أيضاً، بعد اثنى عشر يوماً و18 ساعة مكثتها الرحلة في الفضاء، كان مقرراً أن تكون هذه البعثة بعثة طوارئ، لكنها غيرت إلى بعثة رسمية، تم خلال الرحلة الرسو على محطة الفضاء الدولية ونقل امدادات وعناصر لوحدة رافايلو وتجميعها وإجراء عمليات سير في الفضاء، بلغ عدد الرواد المشاركين في الرحلة أربعة رواد وهي أول رحلة تضم هذا العدد من الرواد منذ بعثة إس تي إس-6 في أبريل سنة 1983.

## معرض صور

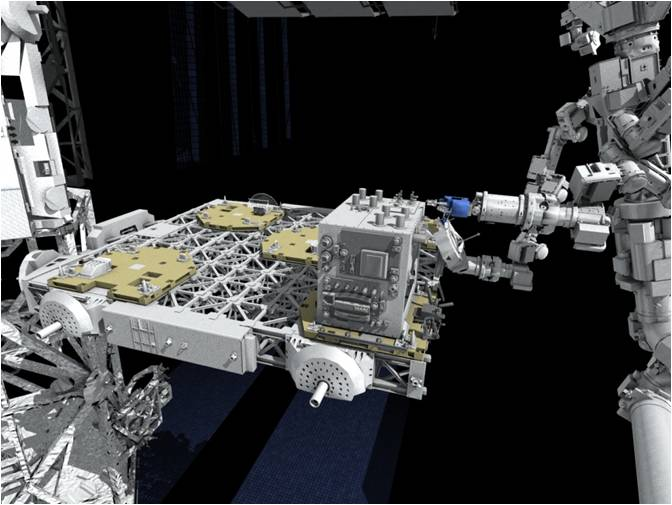
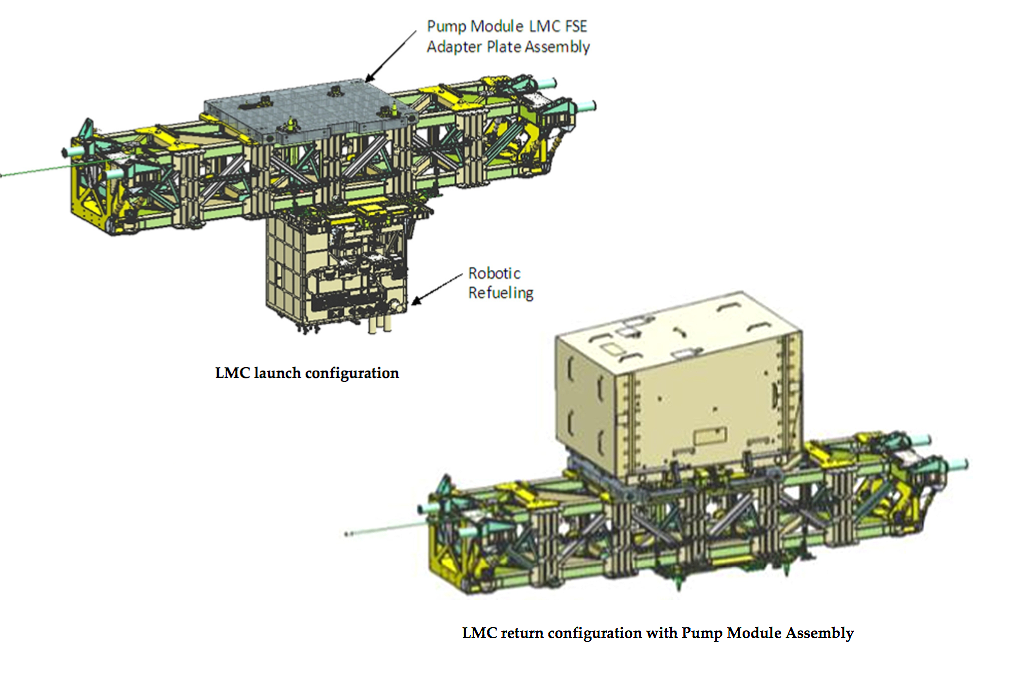
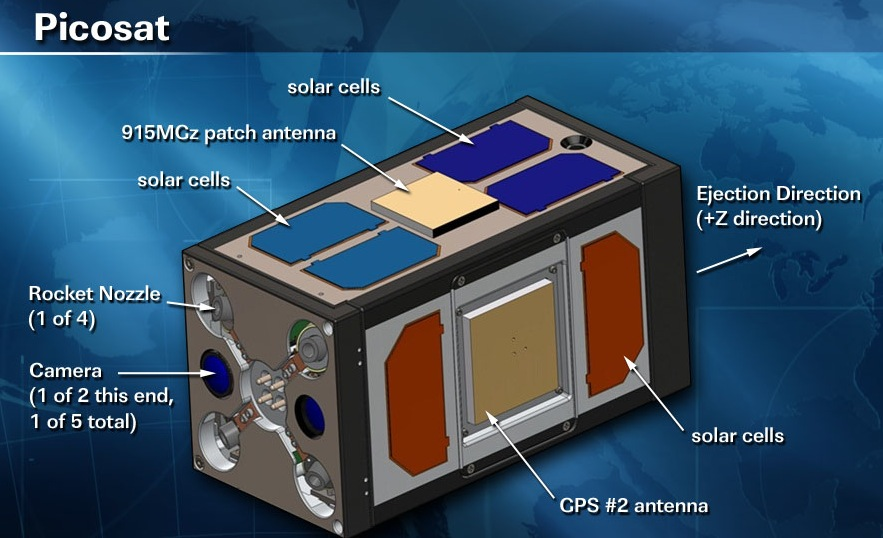
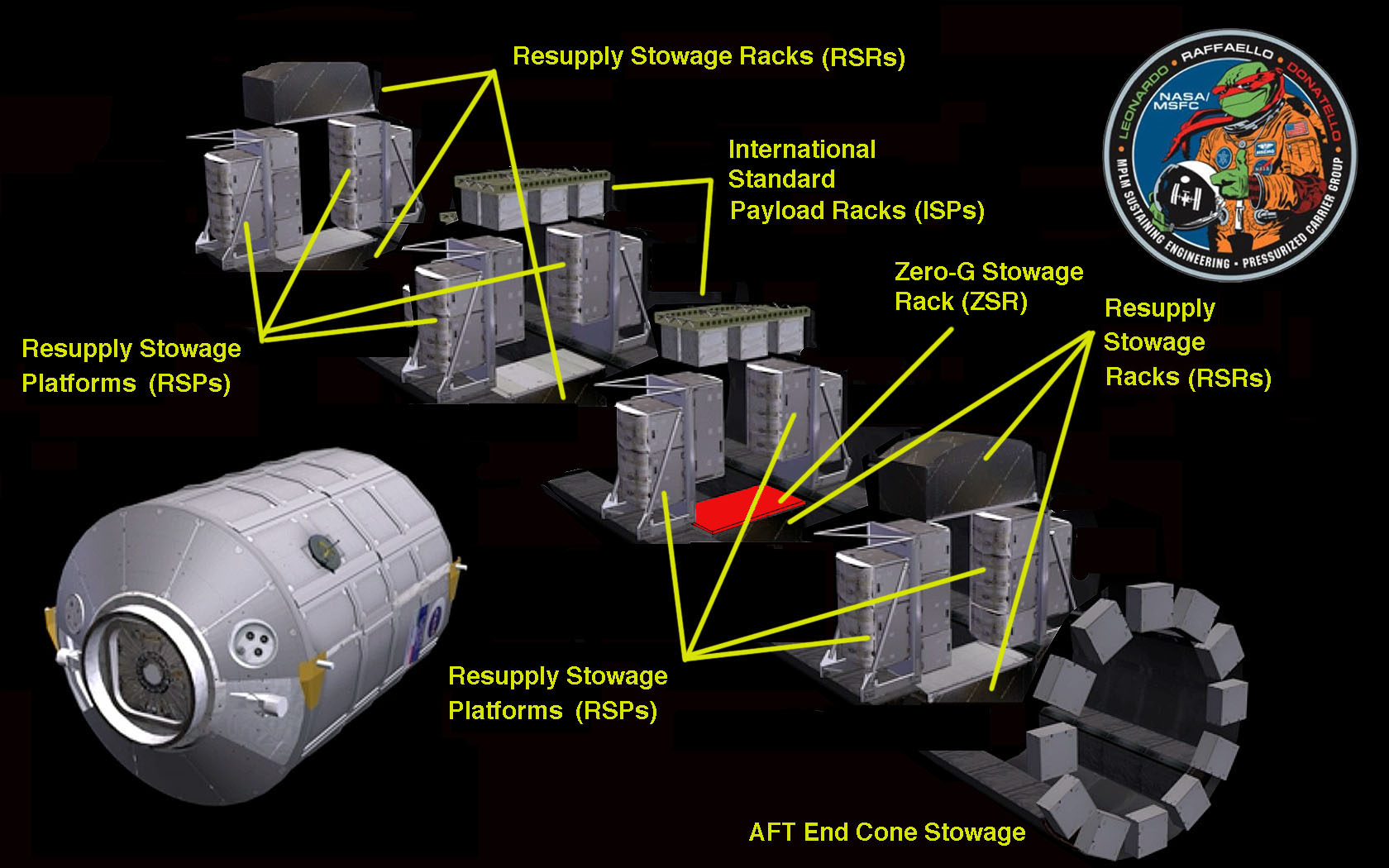